# Irene van de Laar
Irene Wilhelmina Maria van de Laar (Valkenswaard, 4 december 1968) is een Nederlands presentatrice, actrice en voormalig model.

## Biografie

### Carrière
Van de Laar werd geboren in Valkenswaard en groeide op in Heeswijk-Dinther. Ze werd ontdekt bij een modellenwedstrijd georganiseerd door Linda de Mol. In 1994 werd ze Miss Universe Nederland en vertegenwoordigde ze Nederland bij de Miss Universe Verkiezing 1994 in Manilla.
In 1995 debuteerde ze als presentatrice op de televisie bij SBS6 met het programma De nachtrijder. Later presenteerde ze nog andere programma's voor SBS6, nog later voor RTL 5. In 2002 debuteerde ze als actrice in de soapserie ONM, als Priscilla Bouvier. Later volgden nog rollen in Baantjer, Lotte en Van Speijk. Ook speelde ze in de verfilming van Carry Slees Radeloos.
In 2005 deed Van de Laar mee aan Dancing with the Stars waar ze op de tweede plek eindigde. In 2009 deed ze mee aan 71° Noord waar ze als tweede afviel.
In 2015 presenteerde Van de Laar eenmalig het B2B-programma Een Zaak Van De Gemeente voor RTL 7.
In 2021 deed ze mee aan De Alleskunner VIPS.
In 2023 was ze een van de kandidaten van De Verraders, waar ze het programma als eerste moest verlaten. Datzelfde jaar was Van de Laar tevens te zien als een van de deelnemers aan het 23e seizoen van het RTL 4-programma Expeditie Robinson, ze viel als zesde af en eindigde daarmee op de vijftiende plek.
Ook deed ze mee aan seizoen 23 van De Slimste Mens.

## Privé
Van de Laar had lange tijd een relatie met Wessel van Diepen, met wie zij in 1999 een dochter kreeg. In 2006 kreeg ze een zoon.